# Willy Oskar Dressler
Willy Oskar Dressler (* 25. April 1876 in Berlin; † 7. November 1954 in Endeholz, Teil von Scharnhorst) war ein deutscher Innenarchitekt, Kunstgewerbler, Maler und Schriftsteller, der sich mit bildender und angewandter Kunst beschäftigte.

## Leben
Dressler besuchte die Kunstschule in Berlin und bildete sich von 1890 bis 1898 in einer mehreren Privatateliers fort. In Berlin-Charlottenburg betrieb er noch 1902 in der Knesebeckstr. 36 ein Unterrichtsatelier für Kunstgewerbe. Im Jahr 1907 war er in der Landshuter Str. Nr. 2 gemeldet. Etwa ab 1909 lebte er im Ostseebad Arendsee bei Kühlungsborn. Er betätigte sich unter anderem auf dem Gebiet der Innenarchitektur, mit Illustrationen sowie mit der angewandten Kunst. Er publizierte 1901 Das Möbel im Zimmer der Neuzeit gab von 1906 bis 1913 Dresslers Kunstjahrbuch heraus. Nach einer Ankündigung im Jahr 1906 sollten in seinem Kunstjahrbuch Deutschland, Österreich und die deutsche Schweiz berücksichtigt werden. Zudem wurden zahlreiche und Angaben über Ausstellungen, Künstlervereinigungen, Musealwesen oder Personalangelegenheiten angekündigt.
Von 1920 bis 1934 erschien als Fortsetzung Dresslers Kunsthandbuch, das in Fachkreisen auch „der Dressler“ genannt wurde und mit den umfangreichen letzten Ausgaben ein wichtiges Nachschlagewerk im Kunsthandel war. Sein Kunsthandbuch erschien mit der Unterstützung des Reichsministeriums des Innern, und sämtlicher beteiligter deutscher Staatsbehörden bei E. Wasmuth in Berlin. Mit dem 3. Band des 8. Jahrgangs berücksichtigte Dressler erstmals auch die zu jener Zeit lebenden Tonkünstler in seinem Kunsthandbuch, darunter zahlreiche, wenn auch nicht alle Musikgelehrten und Musikschriftsteller. Er plante für diese bisher vernachlässigte Künstlergruppe ein Nachschlagewerk, ähnlich wie Kürschners Literaturkalender für die Schriftsteller, zu erstellen. Dresslers Werke fanden aber nicht nur Wohlwollen, sie wurden als teilweise mangelhaft und unvollständig kritisiert.

„Den Herausgeber dieses Nachschlagewerkes haben wir schon einmal auf mancherlei Mängel hinweisen können, die seinem Werke anhaften. […] Sollte aber Willy O. Dreßler unsern Winken seinerzeit gefolgt sein, so müssen wir heute sagen, daß dann bei eingehender Prüfung sich weitere Schwächen herausgestellt haben, die einem Nachschlagewerk, das unbedingt schnelle und erschöpfende Auskünfte geben soll, nicht anhaften dürfen. Die Mitteilungen über die einzelnen Künstler […] sind herzlich dürftig. Viele Künstler, auch namhafte und namhaftere, fehlen noch ganz. […] Es fehlt vor allem an Konsequenz. Werden nur bei einzelnen […] Namen die betreffenden Kunstwerke angeführt, so ist das etwas Halbes. […]“

Dressler war Mitglied des Reichsverbandes bildender Künstler Deutschlands, der Allgemeinen Deutschen Kunstgenossenschaft, des Berlinischen Künstlervereins und Vorsitzender des Haupt- und Arbeitsausschusses der Reichskunstwochen. Im Jahr 1899 nahm er als Mitglied an Verhandlungen zum siebten Internationalen Geographen-Kongresses teil.

## Werke (Auswahl)
- Das Möbel im Zimmer der Neuzeit. Max Spielmeyer, Berlin 1901.
- Geschichte des Porzellans. 1904.
- Kultur der Feste. Strecker & Schröder, Stuttgart 1906.
- Dresslers Kunstjahrbuch. Ein Nachschlagebuch für deutsche bildende und angewandte Kunst. Dressler, Rostock 1, 1906 – 5, 1910; 6, 1911/12 – 7, 1913.
  - Kunstjahrbuch, Handbuch der deutschen Kunstpflege (einschliesslich Deutsch-Österreichs und der deutschen Schweiz) und Rangliste deutscher bildender Künstler, Kunstgelehrter und Kunstschriftsteller. Jubiläums-Ausgabe zum Regierungsjubiläum Sr. Majestät Kaiser Wilhelm II., Verlag von Dresslers Kunstjahrbuch, Rostock 1913.
- Kunstgewerbe oder angewandte Kunst in Beziehung zur künstlerischen Kultur. Stillersche Hof- und Universitätsbuchhandlung, H. Taubmann, Rostock i. M. 1910.
- Künstler-ABC. Herausgegeben von Willy O[skar] Dressler. Auf Grund authentischen Materials. 1911.
- Moderne Silbergeräte nach Entwürfen von Willy O. Dressler, ausgeführt durch H. Meyen & Co. Berlin 1914.
- Denkschrift betreffend die Neugestaltung der Verwaltung der Kunstangelegenheiten im Reich und in den Bundesstaaten. Schottlaender, Breslau 1916.
- Die Neugestaltung der Verwaltung der Kunstangelegenheiten im Reich und in den Bundesstaaten. In: Zentralblatt für die deutsche Kunst 3, 1917, Aprilheft S. 6–7.
- Der Eckstein in der Wirtschaft von den Werkleuten vergessen! Mahnruf. 1920.
- Der Eckstein in der Wirtschaft von den Werkleuten vergessen! Ein Mahn- und Weckruf (Opus II). Kurt Vieweg’s Verlag, Leipzig [1921].
- Dresslers Kunsthandbuch. Erster Band. Bild, Kunst und Tonkunst. Das Buch der öffentlichen Kunstpflege Deutschlands, Österreichs, Dänemarks, Finnlands, der Niederlande, Norwegens, Schwedens, der Schweiz und Spaniens. Wasmuth, Berlin, später Buchhandlung des Waisenhauses, Halle (Saale), 1923 – 10, 1934.
- Dresslers Kunsthandbuch. Zweiter Band. Das Buch der lebenden deutschen Künstler, Altertumsforscher, Kunstgelehrten und Kunstschriftsteller. Bildende Kunst. Wasmuth, Berlin, später Curtius, Berlin, 1921 – 9, 1930.
- Dresslers Kunsthandbuch. Dritter Band. Tonkunst. Das Buch der lebenden deutschen Künstler, Musikgelehrten und Musikschriftsteller. Wasmuth, Berlin Wasmuth, Berlin, 1921.